# Fortăreața Marienberg
Fortăreața Marienberg este situată în Franconia Inferioară, landul Bavaria, Germania, deasupra orașului Würzburg.

## Istoric
Pe locul fortăreței exista deja în perioada celților o cetate și un loc de cult, înainte de Cristos. Ca urmare a migrării popoarelor prin secolul al VI-lea sosesc în regiune francii, iar în secolul al VIII-lea este clădită biserica Marienkirche, cea mai veche biserică din Würzburg.
Fortăreața Marienberg a fost de mai multe ori în decursul istoriei renovată, părțile arhitectonice cele mai vechi care s-au păstrat până în prezent au o vechime de peste 1000 de ani. În anul 1200 fortăreața a fost întărită, iar între anii 1253-1719 devine rezidența principilor de Würzburg. În anul 1525 fortăreața rezistă asediilor din timpul Războiului țărănesc german. Revolta a suferit o înfrângere grea la porțile fortăreței. Un monument de pe versantul dealului reamintește această înfrângere și moartea eroică a primarului orașului, Tilman Riemenschneider, care a fost schingiut deoarece a trecut de partea răsculaților.
Din anul 1573 au urmat o serie de restructurări pentru transformarea fortăreței într-un castel cu elemente ale stilului renașterii. În Războiul de 30 de ani, la data de 18 octombrie 1631, regele Gustav Adolf al Suediei a cucerit fortăreața.
În timpul principelui Johann Philipp von Schönborn (1642–1673) și a urmașilor săi fortăreața a fost întărită din punct de vedere strategic cu bastioane, fortificații militare și cu un zid de apărare lung de 12 km. În curtea interioară se află o fântână cu o adâncime de 105 m.